# Viken (fylke)
 For alternative betydninger, se Viken. (Se også artikler, som begynder med Viken)
Viken er en geografisk region og et tidligere fylke på Østlandet som blev etableret 1. januar 2020, og som blev opløst fra 1. januar 2024. 
Viken bestod af de tidligere fylker Østfold, Akershus og Buskerud, samt Svelvik kommune i Vestfold, og Jevnaker og Lunner kommuner i Oppland. Fylket har hovedsæde i Oslo, som selv ligger udenfor fylket.
Det fik navn efter den historiske region Viken, som i vikingetid og tidlig middelalder tid omfattede områderne omkring Oslofjorden, men som fra senmiddelalderen har betegnet nordre Bohuslän.
Moss blev hovedsæde for fylkesmanden for Viken og Oslo den 1. januar 2019 mens administrationen ligger i Oslo, Drammen og Sarpsborg.. Fylkeskommunen har hovedsæde i Oslo i Akershus fylkeskommunes tidligere lokaler.
Viken fylke udgjorde ikke noget traditionelt geografisk område eller landskab i Norge, men hele fylket lå indenfor det langt større historiske Akershus len og Akershus stiftamt, som i høj grad svarede til Østlandet. Viken fylke omfattede ikke Oslo, som helt siden middelalderen har været administrationscenter i Akershus og som ligger centralt i fylket. 1,2 millioner mennesker, eller ca. 25 % af Norges befolkning, bor i området.